# Черняхівка (Бориспільський район)
Черняхі́вка — село в Україні, в Бориспільському районі Київської області. Населення становить 1002 осіб. Входить до складу Яготинської міської громади.

## Історія
У селі народився отаман Суруп («Іван Гонта») — керівник одного з місцевих селянських повстанських загонів часів національно-визвольних змагань України першої половини ХХ століття. 
Виписка з книги «Шляхи, що примикають до Києва, і лінії північній частині області».   В. В. Морачевського, Б. Г, Карпова та І. М. Малишевої (Розділ IX): «К  юговостоку от  мистечка Яготина, верстах  в  10, при речке Чумгаке расположено волостное село Черняховка с  населением  около 3 тыс. душ». Село є на мапі 1816 року як Черняківка.
1859 - 306 дворів, 1809 жителів.
1910 року - село, центр Черняхівської волості Пирятинського повіту Полтавської губернії, 542 господарства, 3262 мешканця разом з найманими робітниками. На мапі РСЧА 1941 року - 728 дворів.
23 липня 2017 року митрополит Переяслав-Хмельницький і Білоцерківський Епіфаній в Черняхівці здійснив освячення відновленого храму на честь Преображення Господнього.  
До 2020 село входило до Яготинського району. З 2020 входить в Яготинську міську громаду Бориспільського району.

## Населення

### Мова
Розподіл населення за рідною мовою за даними перепису 2001 року:
| Мова            | Кількість | Відсоток |
| --------------- | --------- | -------- |
| українська      | 965       | 96.31%   |
| російська       | 29        | 2.89%    |
| білоруська      | 1         | 0.10%    |
| вірменська      | 1         | 0.10%    |
| румунська       | 1         | 0.10%    |
| інші/не вказали | 5         | 0.50%    |
| Усього          | 1002      | 100%     |

## Люди
В селі народилися: 
Гвоздяний Вадим Григорович — український військовик, підполковник СБУ, почесний професор  Української Технологічної академії.
Гордієнко Лілія Андріївна (1926—2011) — українська скульпторка.